# Don Krieg
Don Krieg er en karakter i animeen og mangaen One Piece.

## Om Don Krieg
Krieg var militært set den stærkeste pirat i East Blue, en af de fire have i One Piece-verdenen. Selvom Krieg havde en lavere dusør end Arlong, tvang hans flåde på 50 skibe og 5.000 pirater, kombineret med aktiv plyndring, marinen til at se på Krieg som en større trussel. Krieg var velkendt for lyssky metoder; da han startede som pirat, stjal han et marineskib og gik på den måde i land i landsbyer uden mistanke fra deres side. Kriegs massive armada gav ham titlen som piratadmiral.

## Personlighed og bekendtskaber
Krieg er en typisk One Piece-fjende, som udviser grusomme tendenser. En af hans svagheder er hans ¨naivitet¨ i kampe. Han er vant til at vinde og vælte enhver styrke, som går op imod ham; dette ledte til hans fejlforsøg på at erobre Grand Line. Hans konstante sejre og tillid til våben og odds gjorde ham overselvsikker.
Han er udmærket klar over, at hans bande er en vigtig del af hans mål og han ville være sikker på, at de fik mad, da han ankom til Baratie. Men han ser stadig ikke på dem som mennesker og gør alt for at lade dem frygte ham som kaptajn. Han dræber som regel dem, der ikke adlyder hans ordrer eller viser tegn på svaghed. Han kommanderer udelukkende sin bande med sin personlighed (han beder f.eks. Gin om at kaste sin gasmaske væk, og det gør han), og han er respekteret for sin enorme styrke. Han er tilsyneladende stærk selv uden sine våben, da der skulle bruges en del af hans bande til at holde ham tilbage efter nederlaget mod Ruffy.

## Historie
Don Krieg tog til Grand Line med sin flåde i håbet om at finde One Piece. På den syvende dag på Grand Line blev hans skibe komplet ødelagt af Mihawk Falkeøje, en af de syv samuraier. Han havde kun et skib tilbage og det var i forfærdelig tilstand, så han tog tilbage til East Blue.
Krieg hørte snart om Baratie, en flydende restaurant. Da Krieg så det fiskeformede skib, vidste han, at det ville være det perfekte skib, for ingen ville få mistanke om, at det var fyldt med pirater. Uheldigvis ankom han samtidig med Monkey D. Ruffy til restauranten. En lang og intens kamp fandt sted på resterne af hans gamle skib. Krieg blev til sidst besejret af Ruffy. Han rejste sig dog op igen og ville ikke give op, men et slag i maven fra Gin fik ham på andre tanker. Det vides ikke, om han vil vende tilbage, men Gin sagde, at de skulle mødes på Grand Line.

## Evner
Krieg bærer en gylden stålrustning, som er fyldt med skjulte våben, bl.a. den dødsensfarlige MH5
(et våben, som skyder giftgasbomber), diamantnæver (til nævekamp), en kappe dækket med torne og et gigantisk kampspyd og et maskingevær, som affyrer små spyd. Han har to højrehænder; Gin og Palle Jernskjold. Don Krieg påstod også, at han var den stærkeste mand i verden; dette er klart en overdrivelse, men dog var han stærk nok til at løfte Pattys angrebsbåd op af vandet med en hånd og kyle den langt væk.